# Stephan Jäger
Stephan Jäger (né le 30 mai 1989 à Munich) est un golfeur professionnel allemand évoluant principalement sur le PGA Tour. Il s’est illustré par ses performances remarquées sur le Korn Ferry Tour avant de remporter sa première victoire sur le PGA Tour en 2023.

## Biographie
Stephan Jäger est né à Munich, en Allemagne. Il déménage aux États-Unis pour étudier à l'Université du Tennessee à Chattanooga, où il est membre de l'équipe de golf universitaire des Mocs.

## Carrière professionnelle
Stephan Jäger devient professionnel en 2012. Il débute sur le Korn Ferry Tour (anciennement Web.com Tour).
En 2016, il réalise un score de 58 (-12) lors du premier tour de l’Ellie Mae Classic, établissant un record historique sur ce circuit. Il remporte ce tournoi avec un total de 30 sous le par .
Après plusieurs saisons sur le Korn Ferry Tour, Jäger obtient sa carte pour le PGA Tour pour la saison 2017-2018. Malgré une première saison difficile, il alterne entre les deux circuits.
En avril 2023, Jäger remporte sa première victoire sur le PGA Tour au Texas Children's Houston Open, consolidant ainsi sa place parmi l’élite mondiale .

## Palmarès

### Victoires professionnelles (7)
- PGA Tour : 1 victoire
- Korn Ferry Tour : 6 victoires

### Records
- Score de 58 au premier tour de l’Ellie Mae Classic (2016) sur le Korn Ferry Tour.

## Style de jeu
Stephan Jäger est reconnu pour sa solidité mentale, son jeu de fers précis et sa capacité à produire de très basses cartes en tournoi.

## Vie privée
Jäger réside aux États-Unis. Peu d'informations sont disponibles sur sa vie personnelle.